# Tiernowaja
Tiernowaja (ros. Терновая) – miejscowość (słoboda) w Rosji, w obwodzie rostowskim, w rejonie millerowskim. W 2010 liczyła 595 mieszkańców.